# Кастильо, Дениль
Дени́ль Дениэ́ль Касти́льо Пресья́до (исп. Denil Deniel Castillo Preciado; род. 24 марта 2004, Элой-Альфаро, Эсмеральдас) — эквадорский футболист, полузащитник клуба «Мидтьюлланн» и сборной Эквадора.

## Клубная карьера
Воспитанник клубов «Клан Ювенил», «Клуб Спорт Норте Америка» и «ЛДУ Кито».  Именно во время выступлений в последней из вышеуказанных команд, в 2021 году его повысили до первой команды, но так и не дебютировал в эквадорской Серии А. В 2020 году отдан в аренду в «Атлетико Кин» из Сегунда Дивизиона.
С середины апреля 2023 года донецкий «Шахтёр» проводил переговоры по трансферу Дениля Кастильо. 24 апреля 2023 года перешел в донецкий клуб, с которым подписал контракт до 2028 года. При этом стал первым игроком «ЛДУ Кито», который на момент перехода не сыграл ни одного официального матча за первую команду. Присоединился к клубу в июле, в преддверии старта нового сезона. В футболке «горняков» дебютировал 29 июля 2023 в победном (2:1) выездном поединке 1-го тура Премьер-лиги Украины против харьковского «Металлиста 1925». Дениль вышел на поле на 89-й минуте вместо Даниила Сикана.

## Карьера в сборной
5 января 2023 стало известно, что Дениля вызвали для участия на молодежном чемпионате Южной Америки в Колумбии. 9 мая 2023 года его вызвали для участия в молодежном чемпионате мира 2023 года.

## Достижения
ЛДУ Кито
- Чемпион Эквадора: 2023
- Обладатель Южноамериканского кубка: 2023

«Шахтёр» (Донецк)
- Чемпион Украины: 2023/24
- Обладатель Кубка Украины: 2023/24

«Партизан»
- Серебряный призёр чемпионата Сербии: 2023/24